# Urumyobia aurata
Urumyobia aurata là một loài ruồi trong họ Tachinidae.